# Chiesa di San Francesco d'Assisi (Rende)
La chiesa di San Francesco D'Assisi, anche nota come Chiesa di Santa Maria delle Grazie, sorge nel centro storico di Rende in provincia di Cosenza.
Fa parte della Parrocchia di Santa Maria Maggiore dell'arcidiocesi di Cosenza-Bisignano.

## Storia
La Chiesa affonda le sue radici nel XVI secolo: fu realizzata fra il 1525 e il 1533. Essa però subì le vicende connesse ai numerosi terremoti che nei secoli hanno colpito la Calabria.  Infatti già nel 1569 riportò gravi danni causati da un forte sisma, poi nel 1638. Nel 1647 fu restaurata completamente e furono cancellate le sue forme originarie. Infine, nel 1783 fu rimaneggiata un'altra volta con la trasformazione nello stile che mostra oggi: il Barocco. La chiesa è annessa al convento dei Frati Minori, le cui origini non sono certe. Il suddetto monastero fu soppresso dai napoleonidi nel 1809 e i Borboni consentirono la sua riapertura all’indomani della Restaurazione. Ma, nel 1867, il convento dei Frati Minori veniva definitivamente soppresso ed i loro beni incamerati dal comune.
Durante la Seconda Guerra Mondiale, il monastero fu gravemente danneggiato dai bombardamenti che ne cancellarono definitivamente gran parte delle sue forme originarie, ma preservando la chiesa e alcuni affreschi del chiostro realizzati nel 1740 dal pittore Francesco Pellicore da Castrolibero. L’ex convento, è stato utilizzato come foresteria e come centro convegni dell’Università della Calabria fino agli inizi del 2000, quando fu restaurato. Dal 2007 il monastero ha accolto le Suore Clarisse, prendendo il nome di Monastero di Santa Chiara all'Immacolata.

## Descrizione
L'esterno è molto semplice: la facciata, con mattoni tufacei a vista, presenta un arco a tutto sesto in pietra calcarea, decorato da piccoli capitelli e uno zoccolo in alto. Sopra il portale è presente una piccola nicchia nella quale è posta la miniatura del simulacro della Madonna Immacolata, patrona di Rende qui venerata. Sopra la nicchia è presente un grande finestrone vetrato che fornisce luce alla navata. Una ampia ed elegante scalinata semicircolare, ne permette l'ingresso al tempio. Dietro la chiesa è posto un modesto ma elegante campanile.
L'interno della chiesa è caratterizzato da una sola ampia navata, riccamente impreziosita da tanti stucchi barocchi. Sopra l'ingresso è posta l'elegante e decorata cantoria, mentre sulle due pareti laterali sono presenti 4 altari per lato che contengono alcune opere d'arte di grande rilievo artistico. Sul lato destro si erge il pulpito ligneo e sotto di esso, uno dei due pulpiti posti uno di fronte all'altro. Sul lato sinistro, accanto a un ingresso laterale è posta una preziosa acquasantiera in marmo verde locale del XVII secolo.
Il presbiterio, a pianta quadrata è diviso dalla navata tramite un arco trionfale riccamente decorato e con scritto "Per Christum praeservata | Per Franciscum defensa". Il possente ed elegante altare maggiore, in marmi policromi, è sovrastato da una maestosa pala d'altare realizzata da Francesco de Mura che rappresenta "L'Immacolata fra gli angeli". La cornice della pala ha una particolarità: tutta la sua struttura agli occhi dei visitatori sembrerebbe apparire tridimensionale ma in realtà si tratta di un affresco su parete. Purtroppo questo affresco risulta danneggiato gravemente dall'umidità e da alcune infiltrazioni che negli scorsi anni avevano interessato la struttura, risolte nel 2017. Il soffitto della navata è decorato da un affresco che rappresenta degli eleganti cassettoni, realizzati da Donato Magli negli anni '50, con al centro in una cornice decorata "L'apoteosi dell'Immacolata" realizzata da Cristoforo Santanna nel 1797. Proprio a seguito delle infiltrazioni e di un problema strutturale della copertura (adesso ripristinata), molte delle opere d'arte sono state trasferite presso la Soprintendenza alle belle arti per un restauro, in attesa di completare invece la ristrutturazione completa della chiesa che è ancora in corso.
All'interno della chiesa è custodita anche la statua della Madonna Immacolata, di perenne devozione del popolo rendese che vi si affidò più volte nel corso dei secoli, in ultimo durante il terremoto del 20 Febbraio 1980.